# Тейлор, Питер (журналист)
Питер Тейлор OBE (англ. Peter Taylor, родился в 1942 году в Скарборо) — британский журналист, автор ряда документальных фильмов и книг, посвящённых преимущественно конфликту в Северной Ирландии. Тейлор, освещавший события военного и политического конфликта в Северной Ирландии и занимавшийся документалистикой на протяжении более чем 40 лет, также изучал события, связанные с Аль-Каидой и исламским терроризмом. Награждён золотой медалью ВОЗ за собранный им материал по здравоохранению и борьбе с табакокурением в Великобритании и мире, специальной премией BAFTA 2014 года за особые заслуги перед британскими СМИ и премией Королевского телевизионного общества.

## Биография

### Образование
Окончил среднюю школу Скарборо для мальчиков (ныне школа Грэм), государственную школу для мальчиков и колледж Пемброук Кембриджского университета, в котором изучал классическую и современную историю, а также политологию.

### Документалистика и исламский террор
Карьеру на телевидении Тейлор начал с работы на телеканале ITV в телепередаче «This Week» в 1967 году, когда начал освещать события о политическом насилии в Северной Ирландии. С 1980 по 2014 годы его документальные фильмы выходили в британской телепередаче «Panorama» на BBC: в одном из выпусков «Шпионы, одурачившие мир» (англ. The Spies Who Fooled the World) Тейлор пытался установить истину о некоторых событиях Иракской войны. На телеканалах BBC One и BBC Two вышли пять документальных фильмов о терактах 11 сентября, деятельности Аль-Каиды, исламском экстремизме и усилиях контрразведки по борьбе с терроризмом, а самым известным из них стал фильм «Тайная война с терроризмом» (англ. The Secret War on Terror), вышедший спустя 10 лет после теракта. Газета Financial Times похвалила Тейлора за выпущенный фильм, назвав его «маленьким понятным шедевром в нынешние времена». В 2015 году Тейлор в передаче «Богатейшая террористическая армия мира» расследовал предпосылки образования ИГИЛ.

### События в Северной Ирландии
Однако настоящую известность Тейлору принесли его книги и фильмы о конфликте в Северной Ирландии. Тейлор стал автором восьми книг, из которых широко известны:
- Беседа с террористами. Личное путешествие от ИРА к Аль-Каиде (англ. Talking to Terrorists. A Personal Journey from the IRA to Al Qaeda)
- Раздавить террористов? Расследования в Оме, Гоу и Каслри (англ. Beating the Terrorists? Interrogation in Omagh, Gough and Castlereagh)
- Трилогия о Северной Ирландии:
  - Временщики: ИРА и Шинн Фейн (англ. Provos: The IRA and Sinn Féin)
  - Лоялисты (англ. Loyalists)
  - Британцы: Война против ИРА (англ. Brits: The War against the IRA).

Трилогия Тейлора освещает конфликт в Северной Ирландии с точки зрения трёх крупнейших сторон, участвовавших в нём: ирландских националистов, представленных «временным» крылом ИРА, ольстерским лоялистским движением в лице всех полувоенных группировок и британским правительством с британскими спецслужбами. Тейлор описал в своих книгах все крупнейшие события, произошедшие в этот период, глазами каждой из трёх сторон, включив туда интервью с представителями всех сторон касаемо крупнейших событий в Северной Ирландии (от политических событий до вооружённых столкновений и терактов).
В 2007 году Тейлор стал сценаристом документального сериала «Эпоха терроризма» (англ. Age of Terror), в апреле 2012 года снялся в качестве ведущего и репортёра проекта на BBC Two под названием «Современные шпионы» (англ. Modern Spies) о современных служащих MI5, MI6 и Центра правительственной связи (личность опрошенных сотрудников была сохранена в тайне). Газета The Guardian отметила тщательный подход Тейлора к созданию проекта.

### Фильмы о борьбе с курением
В 1970-е годы Тейлор снял четыре фильма о табакокурении, его угрозе национальному здравоохранению, табачной промышленности и борьбе против курения. Все они вышли на ITV: это фильмы «Умереть за сигарету» (англ. Dying for a Fag, показан в передаче This Week в 1975 году), «Лицензия на убийство» (англ. Licence to Kill), «Пепел к пеплу» (англ. Ashes to Ashes, оба показаны в передаче This Week в 1976 году) и «Смерть на западе. История Мальборо» (англ. Death in the West. The Marlboro Story). В 1980-е годы два фильма вышли на BBC в рамках программы «Panorama»: «Индустрия смерти» (англ. A Dying Industry) в 1980 и «Привычка, которую не может бросить правительство» (англ. The Habit the Government can’t Break) в 1985 году. В 1985 году Тейлор опубликовал книгу «Кольцо курения. Табачная политика» (англ. Smoke Ring. The Politics of Tobacco), а в мае—июне 2014 года вышел ещё один фильм «Горящее желание» (англ. Burning Desire) с Тейлором как рассказчиком.

### Иная деятельность
В 2014 году Тейлору присудили особую пожизненную премию Королевского телевизионного общества и особую награду за заслуги перед телевидением BAFTA (Британской академии кино и телевизионных искусств). Сэр Джереми Айзекс назвал Тейлора доблестным борцом за правду. В 2015 году Тейлор записал интервью с Эдвардом Сноуденом в Москве для передачи «Panorama».

## Семья
С 1974 года Питер Тейлор был в браке с журналисткой Сьюзан Макконахи (она умерла 16 ноября 2006 года). В браке родились сыновья Бен и Сэм. У Питера Тейлора есть старший брат Джон, бывший ведущий новостей лондонского телевидения.

## Премии
Тейлор удостоен следующих наград:
- Премия Cobden Trust за защиту прав человека (1980)
- Три премии Королевского телевизионного общества (англ. Royal Television Society / RTS) за лучшие документальные фильмы о Великобритании:
  - «Coincidence or Conspiracy?» (Panorama, сюжет о деятельности Джона Сталкера[англ.] и политике «стрельбы на поражение» «»в Северной Ирландии[англ.]; 1987)
  - «The Volunteer» (сюжет Families at War, 1990)
  - «Enemies Within» (сюжет о тюрьме Мэйз), 1991)
- Премия жюри Королевского телевизионного общества за вклад в тележурналистику (1995)
- Премия жюри Королевского телевизионного общества за трилогию книг о конфликте в Северной Ирландии (2001)
- Избранный член Королевского телевизионного общества
- Журналист года Королевского телевизионного общества (2003)
- Премия Джона Грирсона за лучший документальный фильм «SAS. Embassy Siege» (2003)
- Премия Джеймса Кэмерона «за работу журналиста, сочетавшего моральное видение и профессиональную целостность» (2008)
- Почётный доктор университета Брэдфорд за работы о терроризме и политическом насилии (2008)
- Премия Кристофера Эварта-Биггза за большой жизненный вклад в становление мира и понимания между Великобританией и Ирландией (2013)
- Номинации BAFTA за следующие фильмы:
  - «Dying for a Fag» (1975)
  - «SAS Embassy Siege» (2003)
  - «Brighton Bomb» (2003)
  - «Generation Jihad» (2010)
- Пожизненная премия Королевского телевизионного общества (2014)[8]
- Премия BAFTA за особые заслуги перед телевидением (2014)

## Книги
- Beating the Terrorists. Interrogation at Omagh, Gough and Castlereagh (1980).
- Smoke Ring. The Politics of Tobacco (1984)
- Stalker. The Search for the Truth (1986)
- Families at War (1989)
- States of Terror. Democracy and Political Violence (1993)
- Provos. The IRA and Sinn Féin (1998)
- Loyalists (1999)
- Brits. The War Against the IRA (2000)
- Talking to Terrorists. A Personal Journey from the IRA to Al Qaeda (2011)